# Insurreição em Bani Walid em 2012
Insurreição em Bani Walid em 2012 foi um evento que teve inicio em 23 de janeiro de 2012 devido a um incidente na cidade de Bani Walid no qual a milícia "Brigada de 28 de Maio" desejou prender homens locais em circunstâncias pouco claras. A Brigada de 28 de Maio e seu complexo foram então atacados por combatentes locais que depois assumiram o controle da cidade. O incidente, os combatentes e os motivos dos dois principais beligerantes - a Brigada de 28 de maio e a Brigada 93 - permanecem incertos e contenciosos. O conflito foi originalmente relatado como sendo um ataque dos partidários de Gaddafi por oficiais locais do Conselho Nacional de Transição. No entanto, líderes tribais e residentes negaram qualquer afiliação aos remanescentes de Gaddafi, afirmando que seu objetivo era o estabelecimento de seu próprio conselho na cidade.
 Da mesma forma, o Ministério das Relações Exteriores da Grã-Bretanha descartou as alegações de que este incidente representava um ataque pró-Gaddafi contra o Conselho Nacional de Transição, afirmando trata-se de uma disputa entre os líderes tribais da tribo Warfalla e o Conselho Nacional de Transição.
O governo líbio subsequentemente se envolveu em negociações para restabelecer relações normais com Bani Walid, embora mantivesse um cerco a cidade, incluindo uma visita presidencial à cidade. Walid Ben Shaaban, um líder da milícia líbia, afirmou que "iremos nos vingar militarmente, mas legitimamente", referindo-se às questões de segurança emanadas a partir de Bani Walid. Em outubro, mais tropas foram enviadas a Bani Walid, com o objetivo de restabelecer o controle da cidade por meios militares. Um intenso bombardeio da cidade começou em 18 de outubro.